# Contagious Love
Contagious Love è una canzone delle cantanti statunitensi Bella Thorne e Zendaya, pubblicata come singolo promozionale dalla colonna sonora Shake It Up: I Love Dance il 14 febbraio 2013 negli Stati Uniti e il 19 febbraio in tutto il mondo.

## Il brano
Si tratta di un brano R&B e old school hip hop suonato in chiave di Do maggiore a tempo di 110 battiti al minuto. La canzone ha raggiunto la prima posizione della classifica statunitense Billboard Kid Digital Songs il 13 aprile 2013.

## Video musicale
Il videoclip è stato diretto da Marc Klasfeld. Il video musicale del brano è stato pubblicato il 3 marzo 2013 su Disney Channel e ore dopo sull'account ufficiale Disney Music VEVO su YouTube.

## Classifiche
| Classifica (2013)    | Posizione massima |
| -------------------- | ----------------- |
| US Kid Digital Songs | 1                 |

## Date di pubblicazione
| Paese       | Data             | Formato           | Etichetta   |
| ----------- | ---------------- | ----------------- | ----------- |
| Stati Uniti | 14 febbraio 2013 | Download digitale | Walt Disney |
| Austria     | 19 febbraio 2013 | Download digitale | Walt Disney |
| Francia     | 19 febbraio 2013 | Download digitale | Walt Disney |
| Italia      | 19 febbraio 2013 | Download digitale | Walt Disney |
| Paesi Bassi | 19 febbraio 2013 | Download digitale | Walt Disney |
| Regno Unito | 19 febbraio 2013 | Download digitale | Walt Disney |
| Russia      | 19 febbraio 2013 | Download digitale | Walt Disney |
| Brasile     | 14 maggio 2013   | Download digitale | Walt Disney |